# 12個の歌
『12個の歌』（じゅうにこのメッセージ）は、日本のシンガーソングライター・川嶋あいの初のフル・アルバム。2005年5月18日にTSUBASA RECORDS（販売元はソニー・ミュージックディストリビューション）からリリースされた。 

## 内容
川嶋あいの初リリースとなるオリジナルアルバム。アルバム名の通り、12曲収録されている。
週間オリコンチャートでは初登場5位を記録し、インディーズ女性アーティスト10代初となるトップ5入りを果たした。

## 収録曲
| 全作詞・作曲: 川嶋あい。 |                                                                       |           |            |              |      |
| #                        | タイトル                                                              | 作詞      | 作曲・編曲 | 編曲         | 時間 |
| 1.                       | 「eighteen's days」                                                   | 川嶋あい  | 川嶋あい   | ieP          | 4:12 |
| 2.                       | 「絶望と希望」                                                        | 川嶋あい  | 川嶋あい   | 陶山隼       | 4:52 |
| 3.                       | 「マーメイド -Album Ver.-」                                           | 川嶋あい  | 川嶋あい   | 田辺恵二     | 4:59 |
| 4.                       | 「夢で逢えたら」                                                      | 川嶋あい  | 川嶋あい   | nao          | 5:04 |
| 5.                       | 「525ページ」                                                         | 川嶋あい  | 川嶋あい   | ieP          | 4:53 |
| 6.                       | 「僕たちは...」                                                       | 川嶋あい  | 川嶋あい   | KOUHEI       | 5:25 |
| 7.                       | 「福岡 〜The Rock'n Roll〜」                                          | 川嶋あい  | 川嶋あい   | ieP          | 4:08 |
| 8.                       | 「「さよなら」「ありがとう」〜たった一つの場所〜」(Strings: 福原瑞希) | 川嶋あい  | 川嶋あい   | ieP          | 4:50 |
| 9.                       | 「同級生」                                                            | 川嶋あい  | 川嶋あい   | 陶山隼       | 4:30 |
| 10.                      | 「雪に咲く花」(Strings: 金原千恵子)                                   | 川嶋あい  | 川嶋あい   | KOUHEI       | 4:55 |
| 11.                      | 「この道ふらふら」                                                    | 川嶋あい  | 川嶋あい   | ieP          | 5:09 |
| 12.                      | 「12個の季節〜4度目の春〜」(Strings: 福原瑞希)                        | 川嶋あい  | 川嶋あい   | ieP & KOUHEI | 5:01 |
| 合計時間:                | 合計時間:                                                             | 合計時間: | 57:58      |              |      |

### 楽曲解説
1. eighteen's days
ネッツトヨタ石川CFソング。
2. 絶望と希望
6thシングルより。
3. マーメイド -Album Ver.-
4thシングルより。全体的にアレンジが加えられている。
4. 夢で逢えたら
5. 525ページ
3rdシングルより。
6. 僕たちは...
セガ『シャイニング・フォース ネオ』エンディングテーマ
7. 福岡 〜The Rock'n Roll〜
8. 「さよなら」「ありがとう」〜たった一つの場所〜
5thシングルより。シングルの冒頭に入っていた口笛がカットされている。
9. 同級生
10. 雪に咲く花
11. この道ふらふら
ネッツトヨタ石川CFソング。
12. 12個の季節〜4度目の春〜
2ndシングルより。

## 演奏
- ieP
  - Guitars, Synthesizer & Programming (#1.5.7.11.12)
  - Acoustic Guitar (#4.8)
  - Strings Arrangement (#8)
- Yuki：Chorus (#1.2.3.5.6.7.8)
- 小笠原拓海
  - Drums (#1.10)
  - Percussion (#8)
- 陶山準
  - Guitars (#2)
  - Synthesizer & Programming (#2.9)
- 田辺恵二：Synthesizer & Programming (#3)
- YAMACHI：Guitars (#3)
- nao：Piano (#4)
- KOUHEI
  - Piano (#6.8.10.12)
  - Chorus (#7)
  - Strings Arrangement (#8.12)
- なかじぃ。
  - Acoustic Guitar (#6.10)
  - Electric Guitar (#9)
- 川内啓史：Electric Bass (#6)
- 藤井珠緒：Percussion (#6.10)
- Kaito：Chorus (#7)
- 押越雪彦
  - Wood Bass (#8)
  - Electric Bass (#10)
- 福原瑞希ストリングス：Strings (#8.12)
- 金原千恵子ストリングス：Strings (#10)
- tsubasa's Bros. & Sis.：Chorus (#11)